# Частина 4: Прихисток
Частина 4: Прихисток — четвертий епізод американського телевізійного серіалу «Мандалорець». Написана шоуранером серії Джоном Фавро, режисерка — Брайс Даллас Говард, випущений на «Disney+» 29 листопада 2019 року. Головну роль грає Педро Паскаль — Мандалорець, самотній мисливець за головами, який вирушає на завдання загадкового Клієнта.

## Зміст
Утікаючи від Гільдії Мандалорець і Малюк прибувають на малонаселену планету Сорган. Місцеві жителі фермери — вони вирощують криль. Їх поселення постійно грабують озброєні невідомці. Мандалорець стикається з найманцем і колишнім членом загону повстанців ударним солдатом Карою Дюн, яка ховається від мисливців на голови. Після невеликої бійки (в якій дісталося обидвом і дійшло до збройної нічиєї) вона просить Мандо покинути поселення.
Коли Мандалорець готує корабель до відльоту, до нього на плоті наближаються два зневірених рибалки, які сподіваються за допомогою Мандалорця прогнати рейдерів, що розоряють їх маленьке село. Мандо погоджується через ключову фразу «У чорта на рогах» і передає їх кредити Карі, щоб заручитися її підтримкою.
Прибувши в село, Мандалорець і Малюк зупиняються в коморі вдови Омер. Коли Омер запитує Мандо про його шолом, той відповідає, що не знімав його ні перед ким з того часу, коли його батьки були вбиті, а мандалорці взяли його до себе під захист. Кара Дюн і Мандо досліджують територію і виявляють, що у рейдерів є імперська крокуюча техніка AT-ST. Попри заклики Мандалорця і Дюн, жителі вирішують залишитися в селі й навчитися захищати себе. Вдова Омер виявляється снайперкою.
Після заходу сонця Мандо і Кара проникають в намет рейдерів і підривають його, AT-ST починає переслідувати їх. Досягнувши села і оборонних позицій фермерів, AT-ST зупиняється на краю ставка, де для нього встановлена пастка, і рейдери починають атаку. Кара Дюн, беручи вогонь AT-ST на себе, заманює його в ставок з імпульсною гвинтівкою Мандо; машина падає, а Мандалорець підриває її. Рибалки перемагають рейдерів, а ті рятуються втечею.
Мир повернувся в село. Бачачи, як Малюк весело грає з дітьми, Мандо вирішує залишити його в цьому селі, а сам — вирушити в дорогу. Вдова Омер майже зняла шолом Мандо. Раптово в лісі з'являється мисливець на голови Гільдії й намагається вбити Дитя, але його самого знешкоджує Кара Дюн. Мандалорець, не ризикуючи життям Малюка, забирає його разом з собою і прощається із жителями села.

## Сприйняття
Станом на січень 2021 року на «Internet Movie Database» серія отримала 7,8 бала з можливих 10 при 21 601 голосах. На Rotten Tomatoes 92 % схвалення — 24 оглядачі. Оглядачі так резюмували: «Під спритним керівництвом режисерки Брайса Далласа Говарда „Прихисток“ масштабує великі екшн-сцени, щоб знайти інтимні моменти персонажів, викриваючи глибше почуття гуманності під металевим костюмом Мандалорця».
На думку оглядача вебсайту «The Ringer» Бена Ліндберга основна частина епізоду розігрується як обкладинка версії «Сім самураїв» або «Чудова сімка», за винятком того, що замість семи ронінів стрільців є лише два (Ліндберг зазначив — «Star Wars» вже в боргу Акіри Куросави, «Троє негідників у прихованій фортеці» якого надихнули «Епізод IV»).

## Знімались
- Педро Паскаль — Мандалорець
- Джина Карано — Кара Дюн
- Джулія Джонс — Омера
- Асіф Алі — Кабен
- Юджин Кордеро — Сток
- Айдреа Волден — сорганська фермерка
- Трула М. Маркус — сорганська фермерка
- Сала Бейкер — капітан клатоніанських рейдерів
- та інші